# Anfiteatro de Cartago
El anfiteatro de Cartago es un anfiteatro romano construido en el siglo I en la ciudad de Cartago, reconstruida por Julio César (Colonia Julia Karthago) y que se convirtió en la capital de la provincia romana de África. La depredación que ha sufrido el sitio arqueológico hizo que solo subsistiera la arena, mientras que el edificio era objeto de admiración de los viajeros, incluso en la Edad Media. 
Fue uno de los tres anfiteatros africanos, con los de El Djem y de Tapso, en ser construido sobre una superficie plana, sin el respaldo de una colina.

## Historia
El anfiteatro de Cartago fue construido a fines del siglo I o inicios del siglo II, al oeste de la colina de Birsa. Una inscripción fechada certifica que funcionaba en 133-139. Fue ampliado en el curso del siglo III.
En el siglo XI, Abu Abdullah al-Bakri describió el anfiteatro, al cual calificó como el monumento «más maravilloso de Cartago»: 

Este edificio se compone de un círculo de arcos sostenidos por columnas y coronado por otros arcos similares a aquellos del primer nivel. En las paredes de este edificio, se ven representadas imágenes de animales [...] Se distinguen figuras que simbolizan los vientos: el de Oriente tiene una sonrisa, mientras que el de Occidente tiene el ceño fruncido.

Por mucho tiempo, la altura de sus arcos fueron objeto de admiración de los visitantes de la Edad Media, como Al-Idrisi, quien impresionado por la «construcción en circo formado de una cincuentena de arcos», precisó: 

En la parte superior de cada arco se encuentra una cimbra y, sobre la cimbra del arco inferior, se ven esculpidos en relieve diversas figuras y representaciones curiosas de seres humanos, animales, navíos, todos ejecutados con arte infinito e inmensa habilidad.

Desde entonces, la explotación del monumento por los saqueadores de piedra y metal lo ha nivelado al suelo. Por lo tanto, solo la arena, revelada a fines del siglo XIX e inicios del siglo XX, subsiste hoy en día en medio de un bocage de pinos, al igual que el muro del perímetro que ha sido restaurado.
En 1887, una cruz fue erigida en su centro en recuerdo de los mártires cristianos Perpetua y Felicidad. Estos dos santos de la Iglesia católica fueron martirizados en otro monumento análogo, pero desconocido en la actualidad, a pesar de una tradición transmitida por mucho tiempo incluso por los historiadores. La construcción de una capilla moderna dedicada a los dos santos alteró las instalaciones del subsuelo del anfiteatro.

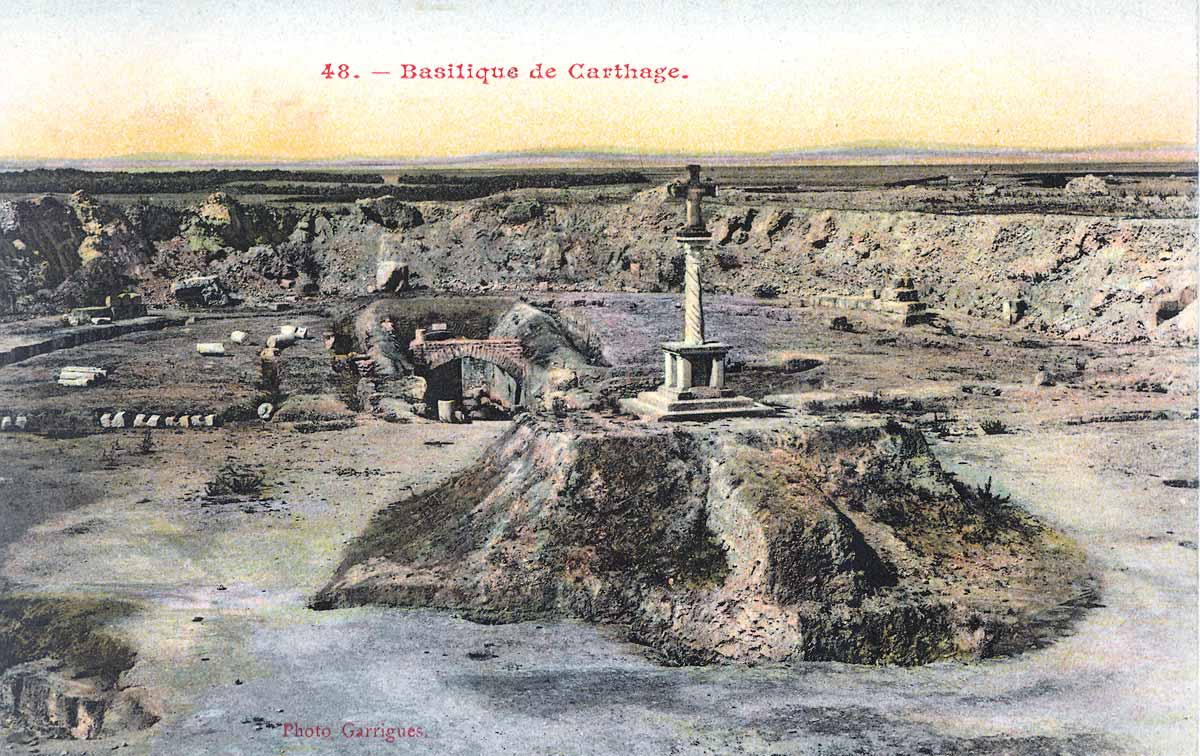
Vista del anfiteatro en 1890.
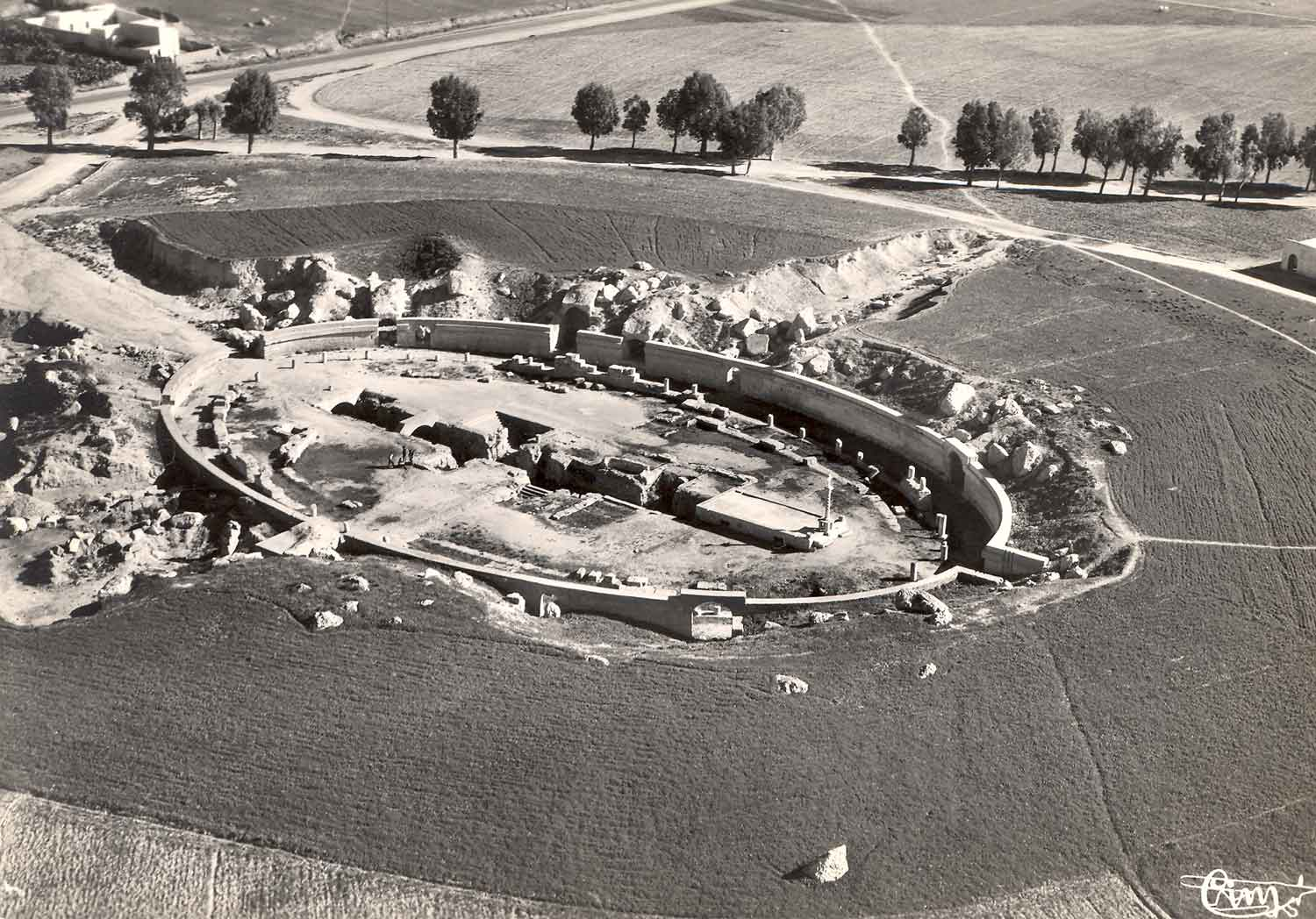
Vista aérea del anfiteatro (1950).

## Arquitectura
El anfiteatro cuenta con una arena de 64,66 por 36,70 metros, rodeada por un podio construido en opus quadratum de 2,5 metros de altura, y gradas sostenidas por una serie de 54 intercolumnios. Su perímetro exterior es de 120 por 93 metros. Cuando fue ampliado, su gran eje llegó a medir 156 metros por 128 metros de largo, con una fachada hecha de bloques de Kadhel. Su capacidad es estimada en 30.000 espacios.

## Sitios
- - Tofet de Cartago
  - Puertos púnicos de Cartago
  - Barrio de Magon
  - Termas de Antonino
  - Cisternas de La Malga
  - Birsa
  - Templo de Eshmún
  - Circo de Cartago
  - Basílica de Damous El Karita
  - Basílica de San Cipriano